# Baloncesto en los Juegos Olímpicos de Los Ángeles 2028
El baloncesto en los Juegos Olímpicos de Los Ángeles 2028 se realizará en el Intuit Dome de Inglewood en julio de 2028. Los partidos de baloncesto 3×3 se efectuarán en Valley Sports Park en Sepulveda Park.
Serán disputados en este deporte cuatro torneos diferentes, dos masculinos (5×5 y 3×3) y dos femeninos (5×5 y 3×3).